# His Trust
His Trust aus dem Jahr 1911 ist einer aus einer ganzen Reihe unzusammenhängender US-amerikanischer Stummfilme des Regisseurs D. W. Griffith, die den Amerikanischen Bürgerkrieg behandeln. Der Film wurde am 16. Januar 1911 veröffentlicht.

## Handlung
Der Vater, ein Offizier, wird auf Seiten der Konföderierten in den Amerikanischen Bürgerkrieg einberufen. Er lässt Gattin und Tochter in der Obhut von George, ihres treuen Dieners zurück. Nach dem Tod des Vaters erfüllt George weiterhin selbstlos seine Pflicht, selbst als Unionssoldaten das Haus der Witwe plündern und niederbrennen. Er rettet die Tochter und den Säbel des verstorbenen Vaters. Die Fortsetzung der Geschichte erzählt His Trust Fulfilled.

## Hintergrund
Der Film wurde in Fort Lee und in der näheren Umgebung gedreht.